# ام‌وی سلس
ام‌وی سلس (به انگلیسی: MV Sealth) یک کشتی است که طول آن ۳۲۸ فوت (۱۰۰٫۰ متر) می‌باشد. این کشتی  در سال ۱۹۸۲ ساخته شد.